# Municipio de Southbrook
El municipio de Southbrook (en inglés: Southbrook Township) es un municipio ubicado en el condado de Cottonwood en el estado estadounidense de Minnesota. En el año 2010 tenía una población de 79 habitantes y una densidad poblacional de 0,84 personas por km².

## Geografía
El municipio de Southbrook se encuentra ubicado en las coordenadas 43°53′1″N 95°24′47″O / 43.88361, -95.41306. Según la Oficina del Censo de los Estados Unidos, el municipio tiene una superficie total de 94 km², de la cual 88,46 km² corresponden a tierra firme y (5,9 %) 5,55 km² es agua.

## Demografía
Según el censo de 2010, había 79 personas residiendo en el municipio de Southbrook. La densidad de población era de 0,84 hab./km². De los 79 habitantes, el municipio de Southbrook estaba compuesto por el 93,67 % blancos, el 6,33 % eran de otras razas. Del total de la población el 6,33 % eran hispanos o latinos de cualquier raza.